# MD.45
MD.45 foi um projeto musical de heavy/thrash metal liderado pelo vocalista e guitarrista Dave Mustaine, que contava também com a participação de Lee Ving, Kelly LeMieux e Jimmy DeGrasso. Mustaine possuía material extra e tempo disponível após terminar a turnê do álbum Youthanasia com o Megadeth, lançando em 1996 seu primeiro e único álbum neste projeto.

## Membros
- Dave Mustaine - Guitarra, vocal (versão remasterizada)
- Kelly LeMieux - Baixo
- Jimmy DeGrasso - Bateria
- Lee Ving - Vocal (versão original)

## Discografia
| Lançamento          | Nome        | Gravadora                    | Vendas nos EUA |
| 23 de julho de 1996 | The Craving | Slab Records/Capitol Records | 53,000         |